# Helen Richey
Helen Richey (McKeesport, 21 de novembro de 1909 – Nova Iorque, 7 de janeiro de 1947) foi uma pioneira piloto norte-americana e a primeira mulher a ser contratada como piloto de uma linha aérea comercial nos Estados Unidos. 
Além de ter sido a primeira mulher piloto comercial do seu país, Helen foi também a primeira mulher a pilotar o correio aéreo e uma das primeiras mulheres instrutoras de voo. 

## Biografia
Helen nasceu na cidade de McKeesport, na Pensilvânia, em 1909. Era a filha mais nova das cinco crianças de Joseph Burdette Richey e Amy Winter Richey. Seu pai foi o superintendente das escolas do condado de 1902 a 1935. Helen cresceu ao ar livre, brincando com os irmãos e observando os aviões do correio nacional. Ela se formou no ensino médio pela McKeesport High School em 1927.
Sua primeira viagem de avião foi sentada sobre os sacos de cartas em um voo do Correio entre McKeesport e Cleveland. Depois de acompanhar a rotina da aeronave e de conhecer pilotos famosos, como Ruth Elder, Helen decidiu que também queria voar. Na biografia escrita por Glenn Kerfoot, ela teria dito:
| “ | Eu vou voar. E serei tão boa que vou ganhar dinheiro com isso também. É o que eu quero fazer da vida. | ” |

Seu pai foi contra sua decisão de se tornar piloto, mas com o apoio da mãe e a insistência de Helen, ele acabou cedendo e ela recebeu sua licença de piloto do Departamento de Comércio em abril de 1930 depois de aprender a voar com um avião de segunda mão comprado por seu pai. Ainda que voasse em exposições e shows aéreos, Helen percebeu que voos acrobáticos eram restritos a pilotos muito experientes. Seu primeiro voo ao publico foi em agosto de 1930.
Ainda que seu avião não fosse feito para acrobacias arriscadas, Helen tentou loops e voos acrobáticos, enquanto ganhava experiência para se qualificar como piloto comercial, com o intuito de voar em linhas para transporte de passageiros. Em dezembro de 1930, ela conseguiu sua licença de piloto comercial. Em 6 de agosto de 1931, seu pai a presentou com um pequeno avião para quatro pessoas. Nos anos seguintes, Helen participou de vários shows aéreos, exposições e corridas em vários estados. Algumas dessas competições eram apenas para mulheres.
Em 1933, Helen se juntou a Frances Marsalis, outra piloto, para bater o recorde ao permanecer no ar por quase 10 dias, com reabastecimento também no ar. A empreitada chamada de “Outdoor Girl”, foi patrocinada por uma empresa de cosméticos, partiu de Miami em 20 de dezembro de 1933. Por dez dias, elas circularam sobre a cidade, revezando-se no manche. Os pilotos Jack Loesing e Fred Fetterman forneceram 83 voos de reabastecimento, além de envio de comida, água, equipamentos para reparos, cosméticos e remédios.
Em 1934, ganhou a National Air Meet para mulheres em Dayton, Ohio. No mesmo ano, a Capital Airlines, de Greensburg, empresa que depois seria da United Airlines, contratou Helen como piloto. Seu primeiro voo regular foi feito em 31 de dezembro entre Washington, D.C. e Detroit. A empresa justificou sua contratação para o Departamento de Comércio oito meses depois ao ser questionada de que seus voos faziam muito sucesso entre os passageiros e acreditava que teria perda de vendas e de público com sua saída. O departamento então recomendou que ela voasse apenas três vezes por mês e também que não devesse voar com más condições do tempo. O sindicato de pilotos impediu sua filiação por ser mulher e frustrada com a redução em seus voos, Helen pediu demissão em agosto de 1935.

## Segunda Guerra Mundial
Em dezembro de 1935, o Departamento de Comércio, por meio da Works Progress Administration, contratou helen Richey, Nancy Harkness Love, Louise Thaden, Helen MacCloskey, Blanche Noyes e Phoebe Omlie como pilotos. Com a guerra em iminência do outro lado do oceano, os Estados Unidos decidiram aumentar seu programa de defesa e precisavam de instrutores de voo para o Exército. Helen se inscreveu no programa em 1 de maio. Com o trabalho feito, ela voltou para [McKeesport]] onde fez acrobacias e se tornou instrutora de voo na Graham School of Aviation.

Louise Thaden, Helen McCloskey, Blanche Noyes e Helen Richey, 1937

Helen recebeu uma carta de sua amiga Jacqueline Cochran em janeiro de 1942, convidando-a a se candidatar para a divisão feminina do Air Transport Auxiliary (ATA) do Reino Unido. Ansiosa para participar dos esforços de guerra, Helene se inscreveu, foi aceita e se apresentou à divisão em Montreal. Depois de três semanas realizando testes de voo e exames médicos, ela viajou para a Inglaterra em um comboio em março do mesmo ano. Designada para o aeródromo White-Waltham, em Maidenhead, Berkshire, ela voo por trintas horas em aviões Magister e Tiger Moth. Foram cerca de 90 horas de voo até o fim de junho de 1942 em várias aeronaves. Pedir que as pilotos da ATA voassem em aeronaves diferentes não era incomum nas missões. Havia instruções nas cabines sobre como manejar cada uma delas.
Em setembro, Jacqueline disse que estava voltando para os Estados Unidos a pedido do General Henry H. “Hap” Arnold, para organizar um grupamento de pilotos femininas. Helen ficou responsável pela equipe de vinte mulheres aviadoras que trabalhavam na época para a ATA no Reino Unido. Entretanto, Helen começou a ceder à pressão de ser a líder da equipe e também piloto e com notícias de que sua mãe tinha ficado gravemente doente, Helen se demitiu da ATA voou de volta para casa em março de 1943.

## WASP
Quando voltou para casa, Helen começou a ficar impaciente. Ela sentia falta de seus aviões e de participar dos esforços de guerra. Assim, ela se inscreveu no Women Airforce Service Pilots, serviço de pilotos femininas que sua amiga Jacqueline Cochran voltou para os Estados Unidos para organizar. Em setembro de 1942 a WASP já fazia vários voos a serviço do Exército. Tendo voado cerca de duas mil horas na carreira, Helen foi rapidamente aceita e começou a treinar em Sweetwater, Texas, em julho de 1943. Designada para o Aeroporto do Condado de Newcastle, em Delaware, ela voou em cerca de dez missões diferentes.
Em março de 1944, ela foi transferida para a base de Fairfax, em Kansas City, onde treinou com bombardeiros e aviões de carga. Em setembro ela voltou para Newcastle, onde ficou até a WASP ser desfeita. Nos 20 meses trabalhando para o grupo, Helen acumulou 300 horas de voo em 27 aeronaves diferentes.

## Últimos anos
Helen voltou para casa. As poucas vagas para pilotos estavam reservadas para os homens que voltaram da guerra. Sua vida acabou entrando em um período de falta de perspectivas, onde Helen não sabia o que fazer. Cansada, ela resolveu se mudar para a cidade de Nova Iorque. Ainda que recebesse visitas e encorajamento das colegas da WASP, Helen não parecia interessada, preferindo ficar trancada em seu apartamento, lendo. Ela se tornou cada vez mais deprimida. Sua irmã, Lucille, ao visitá-la, notou que ela parecia anormalmente quieta e deprimida, de alguma maneira desconectada com a realidade.

## Morte
Helen morreu em seu apartamento, na cidade de Nova Iorque, em 7 de janeiro de 1947, aos 38 anos, devido a uma overdose de medicamentos. Sua morte foi registrada como sendo suicídio. Ela foi sepultada no Cemitério McKeesport e Versailles, em sua cidade natal.

## Legado
Em reconhecimento ao serviço prestado ao país e à guerra, Helen e outras mulheres da WASP foram agraciadas postumamente com a Medalha de Ouro do Congresso dos Estados Unidos, em março de 2010.